# Weidingen, Bitburg-Prüm
Weidingen là một đô thị ở huyện Bitburg-Prüm, trong bang Rheinland-Pfalz, phía tây nước Đức. Đô thị Weidingen, Bitburg-Prüm có diện tích 5,84 km², dân số thời điểm ngày 31 tháng 12 năm 2006 là 187 người.